# HMS Newcastle (C76)
O HMS Newcastle foi um cruzador rápido operado pela Marinha Real Britânica e a primeira embarcação da Classe Town. Sua construção começou em outubro de 1934 nos estaleiros da Vickers Armstrong na homônima Newcastle upon Tyne e foi lançado ao mar em janeiro de 1936, sendo comissionado na frota britânica em março do ano seguinte. Era armado com uma bateria principal composta por doze canhões de 152 milímetros montados em quatro torres de artilharia triplas, tinha um deslocamento carregado de mais de onze mil toneladas e alcançava uma velocidade máxima de 32 nós.
O Newcastle lutou na Segunda Guerra Mundial e inicialmente foi usado em patrulhas no Oceano Atlântico. Foi enviado para a Força H no Mar Mediterrâneo em novembro de 1940, participando no mesmo mês da Batalha do Cabo Spartivento contra a Marinha Real Italiana. Foi no mês seguinte enviado para a América do Sul para patrulhas perto do Rio da Prata. Foi transferido para o Oceano Índico em fevereiro de 1942, mas logo voltou para o Mediterrâneo, onde foi torpedeado em em junho. Ficou sob reparos até março de 1943, retornando para o Índico, onde permaneceu até o fim da guerra.
O cruzador realizou várias viagens transportando tropas entre 1945 e 1947, sendo então enviado para o Mediterrâneo, onde serviu tranquilamente por dois anos. Voltou para casa e passou por uma modernização entre 1950 e 1951. Em seguida foi enviado para o Extremo Oriente e participou de várias operações durante a Guerra da Coreia. O Newcastle permaneceu na região depois do fim deste conflito, retornando para casa apenas em 1958, quando foi descomissionado em agosto e colocado na reserva. Ele foi descartado em agosto de 1959 e desmontado em Faslane na Escócia.